# Phascolosoma constellatum
Phascolosoma constellatum är en stjärnmaskart som först beskrevs av Jean Louis Armand de Quatrefages de Bréau 1865.  Phascolosoma constellatum ingår i släktet Phascolosoma och familjen Phascolosomatidae. Inga underarter finns listade i Catalogue of Life.